# الرباط (صعفان)

تعديل مصدري - تعديل

الرباط هي إحدى قرى عزلة الجرواح بمديرية صعفان التابعة لمحافظة صنعاء، بلغ تعداد سكانها 166 نسمة حسب تعداد اليمن لعام 2004.